# مجزرة تل الزعتر
مذبحة تل الزعتر مذبحة حصلت في 12 أغسطس عام 1976 خلال الحرب الأهلية اللبنانية في مخيم تل الزعتر للاجئين الفلسطينيين الذي كان يضم ما بين 50000 و 60000 من الفلسطينيين والواقع شمال شرق العاصمة اللبنانية بيروت.

## خلفية تاريخية

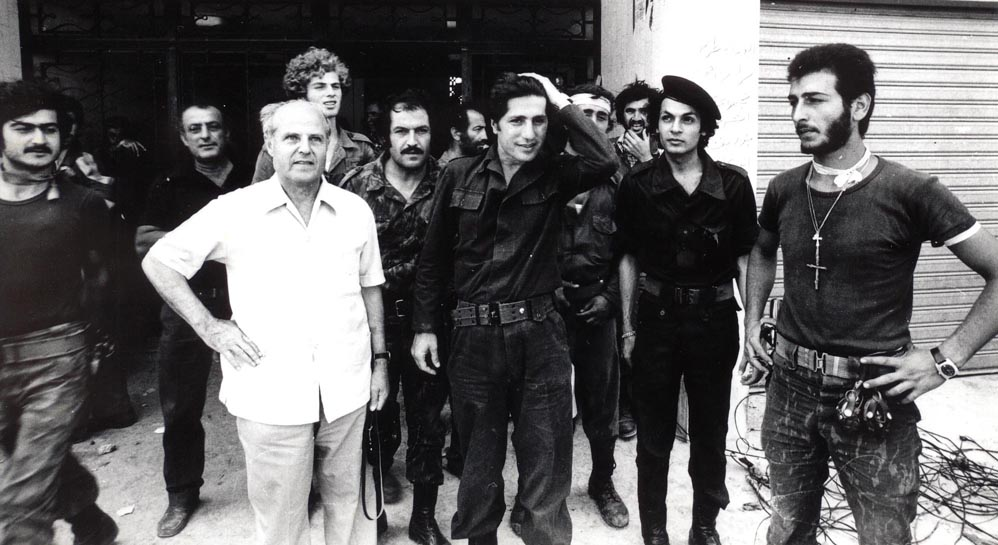
وليم حاوي (الثاني من اليسار) وإلى جانبه الرئيس اللبناني الأسبق أمين الجميل في تل الزعتر عام 1976م

تأسس المخيم عام 1949 بعد عام على النكبة، ويقع في القسم الشرقي لمدينة بيروت أي المنطقة التي كانت تسيطر عليها الأطراف المسيحية إبان الحرب الأهلية، ومساحته كيلومتر مربع واحد.
سبقت الأحداث الدامية في تل الزعتر العديد من المناوشات الدامية بين القوات اللبنانية المسيحية المارونية والقوات الفلسطينية التي كانت عادة تبدأ بحدث استثنائي يتم بعده التصعيد بين الجانبين وحصد أرواح المئات والآلاف في 6 ديسمبر 1975، عثر على أربعة جثامين لأعضاء من حزب الكتائب المارونية فقامت الميليشيات المسيحية بوضع نقاط تفتيش في منطقة مرفأ بيروت وقتلت المئات من الفلسطينيين واللبنانيين المسلمين بناء على بطاقات الهوية والتي كانت آنذاك تدون مذهب حاملها فيما عرف لاحقًا بالسبت الأسود، وقد أدت عمليات القتل لاندلاع الاشتباكات على نطاق واسع بين القوات المختلفة؛ فانقسمت بيروت إلى منطقتين عرفتا بالمنطقة الشرقية وأغلبها مسيحيين، والمنطقة الغربية التي كانت مختلطة مع أكثرية إسلامية.
و كانت بيروت الشرقية ذات الأغلبية المارونية محاطة بمخيمات الفلسطينين المحصنة مثل: منطقة الكرنتينا ومخيم تل الزعتر، في 18 يناير 1976، قامت الميليشيات المسيحية باقتحام منطقة الكرنتينا ذات الأغلبية المسلمة والواقعة تحت سيطرة منظمة التحرير الفلسطينية والتي كان يسكنها أكراد وسوريون وفلسطينيون وقتلت المليشيات المسيحية 1500 من سكان المنطقة.
و بعدها بدأت جريمة تل الزعتر، أطول معارك الحرب الأهلية وأكثرها خسائر وضحايا فقد فرضت القوات اللبنانية المسيحية المارونية الحصار على مخيم تل الزعتر للاجئين الفلسطينيين منذ شهر يناير 1976 ثم شن في 22 يونيو 1976 هجومًا واسع النطاق على تل الزعتر وعلى مخيم جسر الباشا الفلسطيني وحي التبعة اللبناني المجاورين له، وبدأت القذائف والصواريخ تمطر هناك بلا انقطاع من الفجر إلى المغيب وعلى مدى اثنين وخمسين يومًا متتالية ويقدر عدد القذائف التي سقطت على تل الزعتر بحوالي 55000 قذيفة، وبعد تمكن القوات اللبنانية من اقتحام مخيم جسر الباشا وحي التبعة في 29 يوليو 1976 واقترافهم جرائم إبادة هناك، تمكنت قوة الردع العربية** من إبرام اتفاق بين القوات اللبنانية والمقاتلين الفلسطينيين في داخل المخيم في 6 أغسطس 1976 يقضي بخروج المدنيين والمقاتلين من المخيم دون أن يستسلموا للميليشيات المارونية وتتكفل بهم قوة الردع العربية والصليب الأحمر اللذان سيزودانهم بوسائل النقل اللازمة.
في السابع من أغسطس 1976 غدرت القوات المارونية اللبنانية بالفلسطينيين الذين كانوا متحصنين في تل الزعتر وذلك عندما فتحت ميليشيات القوات اللبنانية المسيحية المارونية النار على جميع سكان تل الزعتر وهم يغادرون المخيم عزلًا من السلاح وفقًا للاتفاق المعهود، حاصدين بضع مئات من الأشخاص بينما انقض آخرون على داخل المخيم وراحوا يطلقون النار على كل من يصادفون، وفي الوقت نفسه راح سواهم يوقفون الناقلات التي تراكم فيها الناجون على الحواجز المنصوبة على الطرقات وينتزعون من داخلها حديثي السن الذين يشتبهون في كونهم فدائيين ثم يقتلونهم بوحشية أو يقتادونهم إلى جهات مجهولة.

## المعركة والمجزرة

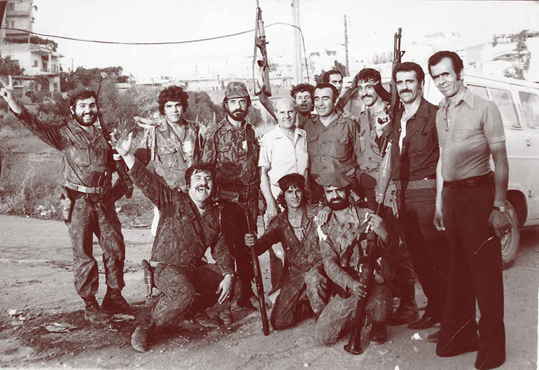
وليام حاوي والكتائب اللبنانية خلال حصار تل الزعتر.

في أواخر حزيران عام 1976 بدأ حصار مخيم تل الزعتر الفلسطيني من الجيش السوري والقوات المارونية اللبنانية التي تتألف من: حزب الكتائب بزعامة بيير الجميل، وميليشيا النمور التابعة لحزب الوطنيين الأحرار بزعامة كميل شمعون، وميليشيا جيش تحرير زغرتا بزعامة طوني فرنجية، وميليشيا حراس الأرز.
إبادة جماعية تمت في حق سكان المخيم الذي يقطنه (20) ألف فلسطيني و (15) ألف لبناني مسلم لجؤوا إليه بعد أن تم قطع الماء والكهرباء والطعام عن المخيم قبل المذبحة ولمدة زادت عن (52) يومًا، تعرض خلالها الأهالي لقصف عنيف (55000 قذيفة)، ومنع الصليب الأحمر من دخوله، مما أدى إلى القضاء على المقاتلين المتحصنين بالمخيم وأهاليهم بالكامل حيث طالب الأهالي الناجون من المذبحة فتوى تبيحُ أكلَ جثثِ الشهداء كي لا يموتوا جوعاً!
سقط مخيم تل الزعتر في 14-8-1976، بعد أن كان قلعةً حصينة أنهكها الحصار، فدخلته الكتائب اللبنانية، تحت غطاء حليفها الجيش السوري. وارتكبت فيه أفظع الجرائم من هتكٍ للأعراض، وبقرٍ لبطون الحوامل، وذبحٍ للأطفال والنساء والشيوخ وكذلك ارتكبوا المجازر والجرائم، من اغتصابٍ وهدم البيوت وإبادة الأطفال وسلب الأموال، في مخيمي “جسر الباشا” و“الكارنتينا” الذين سقطا بيد الكتائب قبل تل الزعتر.

## النتائج
انتهت المجازر في 14 أغسطس 1976 بعد أن خلفت ما يزيد عن 3000 قتيل فلسطيني وسقط مخيم تل الزعتر.

## بعد المجزرة
بعد الانتهاء من سكان تل الزعتر إما قتلًا أو تشريدًا، قامت الجرافات التابعة للقوات اللبنانية بتسويته بالأرض والقضاء عليه تمامًا، وما زال الدمار في المخيم قائمًا إلى اليوم ولا يسمح بإعادة بنائه، وتشتت سكان تل الزعتر في عدد من المناطق اللبنانية خاصة البقاع وبعلبك، ثم انتقلوا إلى منطقة الدامور الساحلية القريبة من بيروت؛ إلا أنهم هجروا منها مرة أخرى بعد الاجتياح الإسرائيلي، وانتهى بهم الأمر أن أقاموا مساكن من صفائح التنك على أرض مجاورة لمخيم البداوي وأطلقوا على المخيم الجديد اسم «مخيم تل الزعتر» باعتبار أن سكانه من مهجري تل الزعتر، ويسكن في هذا المخيم بحسب تقدير السكان ما يقرب من ثلاثة آلاف شخص في مساحة ضيقة تقدر بعشرات الأمتار المربعة، وقد حظيت كل عائلة من السكان اللاجئين بمساحة ضيقة لا تكاد تكفي في الحقيقة لغرفة واحدة، وأحيانا تضم هذه الغرفة أكثر من سبعة أفراد، فهي تكفيهم كي يبقوا على قيد الحياة وحسب، ولا تعترف وكالة الأونروا بهذا المخيم وتتعلل بأن سكانه هم في الأصل من سكان تل الزعتر ولا تستطيع أن تقدم خدماتها إلا لذلك المخيم الشرعي البائد، في حين يطالب السكان الأونروا بتحسين ظروفهم أو بإعادتهم إلى مخيمهم الأصلي التي ما زالت الوكالة تدفع أجرة أرضه للدولة اللبنانية بحسب مصادر السكان، وأقصى ما حصل عليه سكان المخيم بشق الأنفس من تسهيلات الأونروا أنها التزمت برمي النفايات المنزلية التي يخرجها المقيمون إلى خارج مساكنهم ويتم حرقها في المخيم نفسه.
يروي بعض من عاصر تلك الحقبة كالمؤرخ الراحل ناجي علوش وآخرين من الناجين من المذبحة أن قوات منظمة التحرير استنكفت عن إنقاذ مخيم تل الزعتر وأن ياسر عرفات ترك المخيم يواجه مصيره ولم يرسل قوات للمخيم اعتمادًا على حسابات سياسية كان يأمل من خلالها بالتصالح مع القوات اللبنانية طمعًا بأن يصل لفتح قنوات مع جهات أوروبية من خلالهم، وفي مذكراته قال الصحفي الإنجليزي روبيرت فيسك أن ياسر عرفات كان قد رفض دعوات للاستسلام وطالب سكان المخيم بالشهادة لكنه لم يدعمهم دعمًا حقيقيًا، ويقول فيسك أن عرفات كان همه تحقيق مكسب سياسي ولهذا السبب وبعد انتهاء المجزرة رمته النسوة بالحجارة خلال زيارته للناجين من المذبحة في تل الزعتر.

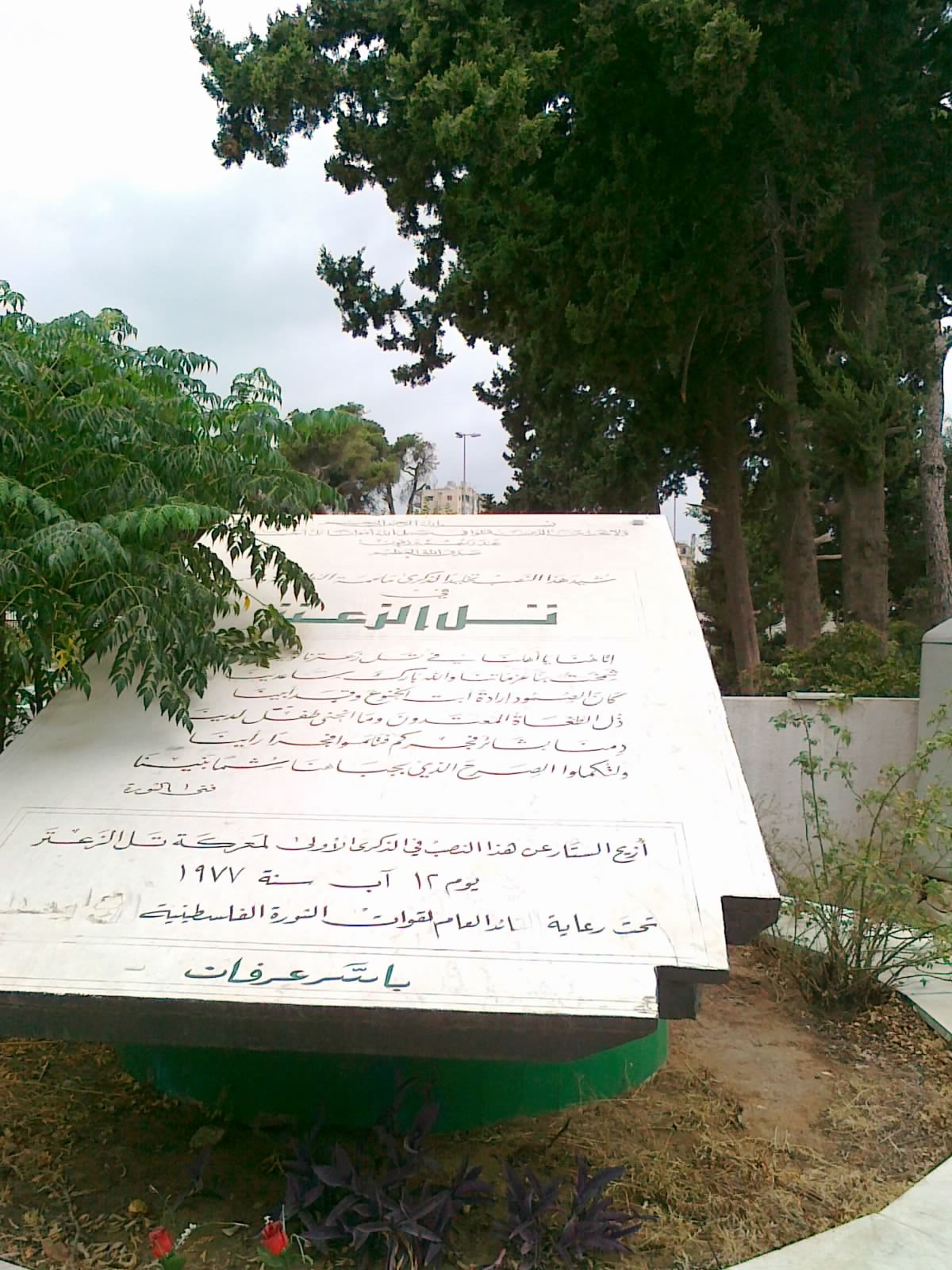
نصب شهداء مجزرة تل الزعتر في مقبرة شهداء فلسطين، بيروت